# VGF-Nachwuchsproduzentenpreis
Der VGF-Nachwuchsproduzentenpreis (Eigenbezeichnung Nachwuchsproduzent:innen-Preis) ist ein Preis für Studierende des Faches Filmproduktion, die einen ersten fiktionalen Kinofilm von mindestens 79 Minuten Länge produziert haben. Er wird jährlich vergeben von der Verwertungsgesellschaft für Nutzungsrechte an Filmen (VGF). Der mit 60.000 Euro dotierte Preis ist die höchstdotierte Auszeichnung in dieser Sparte in Deutschland. Ein unabhängiges Gremium beurteilt die eingereichten deutschen Kinofilme nach herausragender Qualität und erkennbarer Publikumsrelevanz. Das Preisgeld ist nicht zweckgebunden und dient der Stärkung des Eigenkapitals junger Produktionsfirmen.
Der Preis wird seit 1994 vergeben, viele Jahre im Rahmen der Verleihung des Bayerischen Filmpreises, von 2018 bis 2020 auf den Internationalen Hofer Filmtagen und 2024 auf der 74. Berlinale beim Empfang des FilmFernsehFonds Bayern. Zu den bekanntesten preisgekrönten Filmen zählen Das Leben der Anderen (2005) und Vier Minuten (2006).

## Preisträger
| Jahr | Preisträger                                        | Produktionsfirma                             | Filmtitel                             |
| ---- | -------------------------------------------------- | -------------------------------------------- | ------------------------------------- |
| 1994 | Kirsten Hager, Eric Moss                           | Hager-Moss Film GmbH                         | Frauen sind was Wunderbares           |
| 1995 | Jürgen Hebstreit                                   | Engram Pictures GbR                          | Nur über meine Leiche                 |
| 1996 | Thomas Burnhauser, Simon Happ                      | F & B Entertainment GmbH                     | Still Movin                           |
| 1997 | Stefan Arndt                                       | X Filme creative pool GmbH                   | Winterschläfer                        |
| 1998 | Dagmar Knöpfel                                     | Dagmar Knöpfel Filmproduktion                | Requiem für eine romantische Frau     |
| 1999 | Christian Becker, Thomas Häberle                   | Becker und Häberle Filmproduktion GmbH       | Bang Boom Bang – Ein todsicheres Ding |
| 2000 | Mischa Hofmann, Philip Voges                       | Hofmann und Voges Entertainment GmbH         | Erkan und Stefan                      |
| 2001 | Uli Aselmann                                       | d.i.e. film GmbH                             | Vaya Con Dios                         |
| 2002 | Annette Pisacane                                   | CAMEO Film- und Fernsehproduktion e.K.       | Elefantenherz                         |
| 2003 | Ewa Karlström, Andreas Ulmke-Smeaton               | SamFilm GmbH                                 | Die wilden Kerle                      |
| 2004 | Philipp Budweg, Johannes Schmid                    | schlicht & ergreifend GbR                    | Aus der Tiefe des Raumes              |
| 2005 | Quirin Berg, Max Wiedemann                         | Wiedemann & Berg Filmproduktion GmbH         | Das Leben der Anderen                 |
| 2006 | Alexandra Kordes, Meike Kordes                     | Kordes & Kordes Film GmbH                    | Vier Minuten                          |
| 2007 |                                                    | 5 Filmproduktion GmbH                        | Am Ende kommen Touristen              |
| 2008 | Martin Blankemeyer, Miyako Sonoki                  | Münchner Filmwerkstatt e.V.                  | Der rote Punkt                        |
| 2009 | Florian Deyle, Martin Richter, Philip Schulz-Deyle | DRIFE Deyle und Richter Filmproduktion       | Waffenstillstand                      |
| 2010 | Ralf Westhoff                                      | ralf westhoff Filmproduktion                 | Der letzte schöne Herbsttag           |
| 2011 | Boris Jendreyko, Thomas Klimmer                    | SÜDART Filmproduktion GmbH                   | Die Farbe des Ozeans                  |
| 2012 |                                                    | filmschaft maas & füllmich und Nominal Film  | Nemez                                 |
| 2013 | Ali Saghri, Iris Sommerlatte                       | ALINFilmproduktion                           | Am Himmel der Tag                     |
| 2014 |                                                    | Port au Prince Film & Kultur Produktion GmbH | Jack                                  |
| 2015 |                                                    | Hamster Film GmbH                            | Boy 7                                 |
| 2016 |                                                    | Filmallee GmbH                               | Die Reise mit Vater                   |
| 2017 | Helena Hufnagel                                    | Cocofilms                                    | Einmal bitte alles                    |
| 2018 | Trini Götze, David Armati Lechner                  | Trimafilm GmbH                               | Alles ist gut                         |
| 2019 | Fabian Halbig, Florian Kamhuber                    | Nordpolaris GbR                              | Limbo                                 |
| 2020 | Lena Vurma                                         | dragonfly films GmbH                         | Adventures of a Mathematician         |
| 2021 | Natalie Hölzel, Sandra Hölzel                      | Elfenholz Film GmbH                          | Windstill                             |
| 2022 | Laura Klippe, Britta Strampe                       | Bandenfilm GbR                               | The Ordinaries                        |
| 2023 | Katharina Kolleczek, Lea Neu                       | kalekone film GmbH                           | Dead Girls Dancing                    |